# Karbamidformaldehyd

Strukturformel för karbamidformaldehyd.

Karbamidformaldehyd, förkortat UF, är en polymer som bland annat används i olika härdplaster. Den ingår i gruppen aminoplaster, där även melaminformaldehyd ingår. Karbamid heter även urea, därav U:et i förkortningen. Karbamidformaldehyd bildas genom upphettning av karbamid och formaldehyd under närvaro av en katalysator.
Karbamidformaldehyd och plast baserad på denna används bland annat i lim, förslutningar, lock, vred, kapsyler och som bindemedel till spånskivor. Det användes tidigare, i form av ett skum, som isolering i husväggar, men detta görs inte i samma utsträckning idag eftersom man uppmätte höga nivåer av formaldehyd, som är skadligt i stora mängder, i luften.